# Temporada 2004-2005 del Liceu
La temporada 2004-2005 del Liceu es caracteritzà per tenir menys òperes escenificades, però amb la multiplicació de les funcions dels títols més populars. Proliferació excessiva de versions concertants i creixement notable de les sessions del Petit Liceu.
Pluja d'estrenes en la programació que convocà grans veus i incità al descobriment. I ho feu amb un més difícil encara: en terrenys tan coneguts per al melòman com són les òperes de Verdi, Puccini i Rossini. La intenció de fer més accessible el Liceu a l'allau de nous espectadors que havia generat la creixent moda operística es va concretar en una programació amb 10 muntatges -més quatre en versió concert-, fet que suposà un títol menys que en la temporada actual per poder multiplicar les funcions en títols tan coneguts com Rigoletto, amb Carlos Álvarez Rodríguez (16 funcions) i L'elisir d'amore, dirigit per Mario Gas (20 funcions), i aconseguir un rècord que només s'havia aconseguit el 1863, amb Rigoletto precisament.
Sis estrenes barcelonines i dues d'absolutes, el Gaudí de Joan Guinjoan i La meua filla soc jo, de Carles Santos, un treball íntim, autobiogràfic i gens convencional concebut com a taller d'òpera en col·laboració amb el Teatre Lliure. L'òpera de Guinjoan prosseguí amb la política de captació dels grans directors d'escena autòctons. En aquest cas es tractà del cineasta Manuel Huerga, que debutà en aquesta tasca flanquejat per la col·laboració en el vestuari de Josep Abril i la coreografia de Marta Carrasco.
No menys desconeguda fou la Cléopâtre, de Jules Massenet, amb la que Montserrat Caballé, acompanyada per la seva filla Montserrat Martí i Carlos Álvarez Rodríguez, s'encarregà d'exhumar en versió de concert. També en aquest format es presentaran les ignotes Le Villi i Edgar, de Puccini, amb Ana María Sánchez.
Les veus constituïren el plat fort del curs. Les de José Cura, Susan Neves i Marina Mestxeriakova foren el ganxo de la versió en concert d'Il corsaro, de Verdi, una òpera que fins i tot el mateix compositor va menysprear. L'últim concert -encara que en realitat es tracta d'un semistage- fou el Roberto Devereux de Donizetti, una joia belcantista amb Ana María Sánchez. Malgrat que no es tracta exactament d'una estrena, a Barcelona mai no s'havia sentit la versió original d'un clàssic del repertori rus com és Borís Godunov. Reivindicada en diverses produccions internacionals, aquesta composició, més concentrada i breu que la versió definitiva de l'any 1872, va ser menyspreada als teatres imperials russos perquè no s'ajustava a la tradició i, de forma oficiosa, per una animadversió a Puixkin, l'autor del llibret. En el repartiment liceístic hi destacaren veus tan importants com el baix Matti Salminen i la mezzo Ielena Obraztsova.
| Temporada 2004-2005 del Liceu |                    |                             |                                       | | | | |
| Òpera                         | Compositor         | Director musical            | Director d'escena                     | Papers principals | Segon repartiment | Producció                                                                                                  | Dates |
| Borís Godunov                 | Modest Mússorgski  | Sebastian Weigle            | Willy Decker                          | Matti Salminen, Brian Asawa, Marie Arnet, Eric Halfvarson, Philip Langridge, Pär Lindskog, Anatoli Kotxerga, José Manuel Zapata, Stefania Toczyska, Albert Schagidullin, Itxaro Mentxaka, Francisco Vas, David Pittman-Jennings, Josep Ferrer, Javier Roldan, Jordi Casanova | Gleb Nikolsky, Jordi Domenèch, Arutjun Kotchinian, Arnold Bezuyen, Jeffrey Dowd, Vladimir Matorin, Raquel Pierrotti, Markus Eiche, Alex Grigorev                                 | De Nederlandse Opera                                                                                       | 29 de setembre i 1, 2, 3, 5, 6, 7, 8, 11, 14, 15 i 17 d'octubre                                                        |
| Cléopâtre                     | Jules Massenet     | Miguel Ortega               | Versió de concert                     | Montserrat Caballé, Montserrat Martí, Carlos Álvarez, Nikolai Baskov, Joan Martín-Royo, Javier Galán, Enric Martínez-Castignani | | | 13 i 16 d'octubre |
| Gaudí                         | Joan Guinjoan      | Josep Pons                  | Manuel Huerga                         | Robert Bork, Vicent Ombuena, Elisabete Matos, Francisco Vas, Steffano Palatchi | David Pittman-Jennings, Albert Montserrat, Joan Cabero | | 3, 5, 7, 9, 11, 13, 15, 18 i 22 de novembre                                                                            |
| Le Villi                      | Giacomo Puccini    | Miguel Ángel Gómez Martínez | Versió de concert                     | Ana María Sánchez, Javier Franco, Gustavo Porta, Leyla Martinucci | | Orquestra de València / Escolania de Nuestra Señora de los Desamparados / Cor de la Generalitat Valenciana | 4 de novembre |
| Edgar                         | Giacomo Puccini    | Miguel Ángel Gómez Martínez | Versió de concert                     | Emilio Ivanov, Marussa Xyni, Leandra Overmann, Miquel Ramón, Latchezar Lazarov | | Orquestra de València / Escolania de Nuestra Señora de los Desamparados / Cor de la Generalitat Valenciana | 4 de novembre |
| Rigoletto                     | Giuseppe Verdi     | Jesús López Cobos           | Graham Vick                           | Marcelo Álvarez (11, 14, 17, 20, 23) / Giuseppe Filianoti (12, 15, 18, 22, 27, 30, 2, 5) / Raúl Hernández (7, 29, 4), Carlos Álvarez (11, 14, 17, 20, 23, 27, 30, 2, 5) / Valeri Alexeev (12, 15, 18, 22, 29, 4) / Carlo Guelfi (19), Inva Mula (11, 14, 17, 20, 23, 27, 30, 2, 5) / Mariola Cantarero (12, 15, 18, 22) / Elizabeth Futral (19, 29, 4), Julian Konstantinov (11, 14, 17, 19, 20, 23, 27, 30, 2, 5) / Stefano Palatchi (12, 15, 18, 22, 29, 4), Nino Surguladze (11, 14, 17, 20, 23, 27, 30, 2, 5) / Jane Dutton (12, 15, 18, 19, 22, 29, 4) | | Gran Teatre del Liceu / Teatro Real / Maggio Musicale Florentino / Teatro Máximo (Palermo)                 | 11, 12, 14, 15, 17, 18, 19, 20, 22, 23, 27, 29, 30 de desembre, 2, 4 i 5 de gener                                      |
| Parsifal                      | Richard Wagner     | Sebastian Weigle            | Nikolaus Lehnhoff                     | Plácido Domingo, Violeta Urmana, Matti Salminen, Bo Skovhus, Siegfried Vogel, Sergei Leiferkus, Theo Adam, Francisco Vas, Taras Konoshchenko, Raquela Sheeran, Heidi Vanderford, David Alegret, Vicenç Esteve Madrid, María Rodríguez, Raquela Sheeran, Sandra Pastrana, Assumpta Mateu, Francisca Beaumont | Christopher Ventris, Jayne Casselman, Kristinn Sigmundsson, Greer Grimsley, Bjarni Thor Kristinsson, Daniel Sumegi                                                               | Lyric Opera of Chicago / San Francisco Opera / English National Opera                                      | 28 de gener, 1, 4, 7, 8, 10, 11, 13 i 14 de febrer                                                                     |
| Il corsaro                    | Giuseppe Verdi     | Marco Guidarini             | Versió de concert                     | José Cura, Josep Miquel Ribot, Marina Mescheryakova, Susan Neves Carlo Guelfi, José Manuel Zapata | | | 31 de gener, 3 i 6 de febrer                                                                                           |
| Roberto Devereux              | Gaetano Donizetti  | Yves Abel                   | José Antonio Gutiérrez, Elisa Crehuet | Ana María Sánchez, Roberto Servile, Josep Bros, Dolora Zajick, Celestino Varela, Josep Fadó | | | 24 i 27 de febrer de 2005 / 2, 5, 8, 11 i 14 de març                                                                   |
| L'elisir d'amore              | Gaetano Donizetti  | Daniele Callegari           | Mario Gas                             | Mariella Devia, Alessandro Corbelli, Raul Giménez, Víctor Torres, Cristina Óbregon | Elizabeth Futral/María Bayo/Angela Gheorghiu, Carlos Chausson, Stefano Secco/Rolando Villazón/Giuseppe Filienoti, Jean-Luc Chaignaud/Christopher Schaldenbrand, Cristina Óbregon | | 18, 20, 22, 23, 29, 30 i 31 de març de 2005 i 1, 2, 21, 23, 27 i 29 d'abril, 22, 25, 28 i 31 de maig, 3, 4 i 7 de juny |
| A Midsummer Night's Dream     | Benjamin Britten   | Harry Bicket                | Robert Carsen                         | David Daniels, Ofèlia Sala, Gordon Gietz, William Dazeley, Ann Taylor, Brigitte Hahn, Henry Waddington, Harold Wilson, Andrew Foster-Williams, Christopher Gillett, Francisco Vas, Peter Rose, Ned Barth, Jean Rigby, Emil Wolk | | Opéra de Lyon                                                                                              | 18, 20, 22, 24, 26, 28 i 30 d'abril                                                                                    |
| Jenůfa                        | Leoš Janáček       | Peter Schneider             | Oliver Tambosi                        | Nina Stemme, Eva Marton, Jorma Silvasti, Pär Lindskogh, Viorica Cortez, Rolf Haunstein, Enric Serra i Llobet, Begoña Alberdi, Christiane Boesiger, Mireia Pintó, Sandra Galiano, Ana Nebot, Claudia Schneider | Amanda Roocroft, Anja Silja, Miroslav Dvorsky, Peter Straka | Hamburgische Staatsoper                                                                                    | 17, 20, 21, 24, 26, 27 i 30 de maig, 2 i 5 de juny                                                                     |
| La gazzetta                   | Gioacchino Rossini | Maurizio Barbacini          | Dario Fo                              | Stefania Bonfadelli, Bruno Praticò, Pietro Spagnoli, Charles Workman, Agata Bienkowska, Marisa Martins, Simon Orfíla | Milagros Poblador, Bruno Taddia, David Menéndez, Riccardo Botta, Marina Rodríguez-Cusi, Marianna Pizzolato                                                                       | Rossini Opera Festival                                                                                     | 20, 21, 22, 25, 26, 27, 28, 29 i 30 de juny, 1 i 3 de juliol                                                           |
| Turandot                      | Giacomo Puccini    | Giuliano Carella            | Núria Espert                          | Luana DeVol, Barbara Frittoli, Franco Farina, Stefano Palatchi, Philip Cutlip, Lluis Sintes, Francisco Vas, David Alegret, Josep Ruiz | Anna Shafajinskaia, Celia-Caterina Costea, Ángeles Blancas, Richard Margison, Vladimir Galouzin, Burak Bilgili                                                                   | Gran Teatre del Liceu / Asociación Bilbaína de Amigos de la Ópera                                          | 21, 22, 24, 25, 27, 28, 29 i 30 de juliol                                                                              |